# Kōta Aoki
Kōta Aoki (jap. 青木 孝太 Aoki Kōta; ur. 27 kwietnia 1987) – japoński piłkarz.

## Kariera klubowa
Od 2006 do 2014 roku występował w klubach JEF United Ichihara Chiba, Fagiano Okayama, Ventforet Kofu i Thespakusatsu Gunma.

## Kariera reprezentacyjna
W 2007 roku Kōta Aoki zagrał na Mistrzostwach Świata U-20.